# Maria von Oberndorff
Maria Theresia Katharina Leopoldine Clotilde Fortunata Philippine Gräfin Oberndorff (* 31. August 1867 auf Schloss Rieden; † 25. Februar 1940 in Wien) war eine deutsche Schriftstellerin. Sie schrieb auch unter dem Pseudonym Leo Tessenberg.

## Leben
Oberndorff wurde als Tochter des bayerischen Rittmeisters Graf Karl Alexander von Oberndorff († 1889) und der Gräfin Viktoria, geb. Gräfin Mensdorff-Pouilly, auf Schloss Rieden geboren. Ihr jüngerer Bruder Graf Karl von Oberndorff (1876–1963) hat sich als Schriftsteller einen Namen gemacht. 
Ihre Erziehung erhielt sie zunächst durch eine Engländerin und später durch deutsche Erzieherinnen, bevor sie 1876 das königliche Max-Joseph-Stift und von 1879 bis 1885 die Höhere Töchterschule der Salesianerinnen in Zangberg bei Ampfing besuchte. Im Jahr 1887 wurde sie in Wien bei Hofe vorgestellt und lebte von da an in Wien.

## Werke
- Die Rheda von Rothenhof. Roman aus der Gegenwart. Strecker& Moser, Stuttgart 1893.
- Die barmherzige Samariterin. Hanna. 2 Wiener Geschichten. 1907.[1]